# Mollugo cerviana
Mollugo cerviana é uma espécie de planta com flor pertencente à família Molluginaceae. 
A autoridade científica da espécie é (L.) Ser., tendo sido publicada em Prodromus Systematis Naturalis Regni Vegetabilis 1: 392. 1824. O seu basiónimo é Pharnaceum cervianum L.
O número de cromossomas na fase esporofítica é 18.

## Descrição
Trata-se de uma planta terófita, cosmopolita, que ocorre em terrenos incultos e zonas ripícolas, dando-se a sua floração entre Junho e Setembro.

## Sinónimos
A base de dados Tropicos indica os seguintes sinónimos:
- Pharnaceum cerviana L.
- Pharnaceum cervianum L.

A base de dados The Plant List inica os seguintes sinónimos:
- Mollugo cerviana var. cerviana
- Pharnaceum cerviana L.
- Pharnaceum umbellatum Forssk.

## Portugal
Trata-se de uma espécie presente no território português, nomeadamente em Portugal Continental.
Em termos de naturalidade é nativa da região atrás indicada.

## Protecção
Não se encontra protegida por legislação portuguesa ou da Comunidade Europeia.